# 等方性媒質
等方性媒質とは、結晶の分子・イオンの空間分布が方向に依存しない物質のことである。

## 物性
等方性媒質は構成する分子・イオンの空間配置が方向に依存しないために、誘電率（または電気感受率）、透磁率、電気伝導率（または電気抵抗率）などの物性値が方向に依存しない。